# A tégla
A tégla (eredeti cím: The Departed) 2006-ban bemutatott amerikai bűnügyi filmthriller Martin Scorsese rendezésében. A William Monahan által írt forgatókönyv a hongkongi Szigorúan piszkos ügyek című filmen alapszik. A főbb szerepekben Leonardo DiCaprio, Matt Damon és Jack Nicholson látható.  
2007-ben négy Oscar-díjat kapott, köztük a legjobb filmnek és a legjobb rendezőnek járó szobrot

## Cselekmény
A film néhány évvel ezelőtt veszi kezdetét Bostonban, Massachusetts államban, ahol Frank Costello, a helyi gengszterfőnök szárnyai alá veszi a tízéves Colin Sullivant azzal a céllal, hogy a fiú egy napon szervezetének besúgója lesz. Húsz év telik el, és Sullivan a Massachusetts Állami Rendőrség kötelékébe felvételizik. Csoporttársai között van Barrigan, Brown és Billy Costigan. Amint a testület tagja lesz, Sullivan meg is kezdi az információk kiszivárogtatását Costellónak; ezalatt, Queenan kapitány és Dignam őrmester arra a feladatra jelöli ki Costigant, hogy kerüljön börtönbe, majd kezdjen drogüzelmekbe unokatestvérével, hogy Costello felfigyeljen rá és ezáltal információkhoz juttassa a rendőrséget.
Sullivant rövidesen előléptetik a különleges nyomozóegységbe, amit Ellerby kapitány irányít. Mindeközben Costello felfigyel Costiganre, aki az érdekkörébe tartozó tagokat hatástalanította; leteszteli a fiatalembert, és felveszi emberei közé. Sullivan közeli viszonyba kerül Madolyn Madden kriminológiai pszichiáterrel, aki Costigant szintén kezeli. A Costello ügyleteibe egyre inkább belefolyó Costigan bűncselekményekben vesz részt Franciával, Costello jobbkezével, és közben több információra is szert tesz.
Egy év múlva, Costello lopott rakétakövető mikroprocesszorok (amikről később kiderül, hogy hamisítványok) eladására készül kínai vevőknek csapatával, amit a rendőrség is megfigyel. Sullivan SMS-küldéssel próbálja megmenteni a letartóztatástól a bűnözőket, míg Costigan is folyamatosan továbbítja az adatokat a rendőröknek. A megfigyelő kamerák hiányossága miatt a bűnözők vízi úton, észrevétlenül elhagyják a helyszínt.
Mikor világossá válik, hogy mindkét irányban folyik a besúgás, Costigan bepánikol; Sullivan, aki éppen összeköltözött Madolynnal, elkéri Costellótól emberei személyi adatait, hogy a rendőrségi akták között ráakadjon a beépített zsarura. Ugyanezen idő alatt Costigannek is viszonya lesz Madolynnal, és felfedezi, hogy Costello a Szövetségi Nyomozóiroda informátora.
Costello és Sullivan egy pornómoziban találkozik, ahol Sullivan megkapja a borítékot, ami az emberei adatait tartalmazza. Costigan egy hátsóbb sorban bújik meg, majd követi Sullivant az utcákon, ahol az leszúr egy embert, akit a követőjének vél.
Pár nappal később Costigan találkozik Queenannel egy épület tetején, hogy megmondja neki, kiszáll. Sullivan elrendelte Queenan megfigyelését, így a rendőrség a környéken ólálkodik; Billy hívást kap Delahunttól, Costello egyik emberétől, hogy a besúgó felé indulnak. Amint Costigan és Queenan megindul a kijárat felé, Costello emberei megérkeznek az épülethez. A rendőrkapitány utasítja Costigant, hogy meneküljön a tűzlépcsőn, amíg ő feltartja a gengsztereket. Azonban a dolgok rosszul sülnek el, és bár Costigannek sikerül lejutnia, alig lép ki az utcára, mikor Queenan teste a szeme láttára hullik alá a magasból, azonnal szörnyethalva a becsapódáskor. Costello emberei és a rendőrök között tűzpárbaj zajlik le, a bűnözők azonban kereket oldanak, noha nem mindenki ússza meg sértetlenül: Delahunt halálosan megsebesül, és Costigan felfedezi, hogy a férfi rájött, ő a tégla. Megkönnyebbülésére Delahunt nem akarja őt elárulni és meghal. Később a tévé bemondja, hogy ő maga is egy beépített tiszt volt.
Queenan halála felkorbácsolja az indulatokat Sullivan és Dignam között (aki gyanítja, hogy Sullivan Costello embere), aminek következményeképp Dignamot kényszerszabadságra küldik, s helyére Ellerby kerül.
Sullivan felhívja Costigant Queenan mobilján, azt mondván, ő vette át a rendőrkapitány helyét a beépülési-akcióban. Néhány nappal később Costello és csapata egy raktárépület felé tart, hogy lebonyolítsanak egy kokain-bizniszt. A helyszín felé Sullivan is felfedezi, hogy Costello az FBI informátora. Az egész rendőrállományt a raktárépülethez vezényli, ahol ismét összecsapásra kerül sor. Ezúttal egyetlen bűnöző sem menekül el élve, Francia mellett Costello is halálát leli, Sullivan fegyverétől, miután a fiatalember megbizonyosodott róla, hogy az apjaként tisztelt férfi az FBI-jal is kapcsolatban állt.
A rendőrségen Sullivan, mint a Queenan helyébe lépett tiszt, kikérdezi Costigant a küldetéséről. Mikor Sullivan éppen nincs a helyiségben, Costigan rátalál a Costello embereinek adatait tartalmazó borítékra az asztalon. Ekkor ébred rá, hogy Sullivan Costello téglája a rendőrségnél, és lelép. Később hangfelvételt küld Sullivannek azok közül, amiket Costello saját biztonsága érdekében őrzött meg magának, és ami bizonyítja együttműködését a gengszterfőnökkel, azonban a diszket Madolyn hallgatja meg először. Costigan telefonon arra a tetőre rendeli Sullivant, ahol Queenan meghalt, és ott letartóztatja a férfit. Brown rendőrtiszt érkezik meg Costigan parancsára, ám vonakodva engedi csupán, hogy Sullivant a földszintre vigye, miközben magyarázza neki, hogy terhelő bizonyítékok vannak a birtokában arra nézve, hogy Sullivan a rendőrségi tégla. Amint a lift ajtaja kinyílik a földszinten, Barrigan fejbelövi Costigant, majd felfedi Sullivan előtt, hogy ő maga is Costellónak dolgozott. Brown leérkezik a másik lifttel, s amikor meglátja Billy holttestét, Barrigan vele is végez. Sullivan ekkor golyót ereszt a férfi fejébe, majd a gyilkos fegyvert Costigan kezébe adja. Costigant érdemrend kitüntetésre terjeszti fel.
Sullivan részt vesz Costigan temetésén, ahol a várandós, könnyekkel küszködő Madolyn nem áll szóba vele. A férfit pár nap múlva Dignam várja fegyverrel a kezében. Az előállt helyzetben Sullivan csak annyit mond: "Rajta". Dignam meghúzza a ravaszt, és végez Sulivannal. Miután elhagyja a lakást, az ablakon kívül egy magányos patkány mászik a korláton, háttérben a Massachusetts-i Állami Épülettel.
|  | Itt a vége a cselekmény részletezésének! |

## Szereplők
| Szereplő                           | Színész           | Magyar hang         |
| ---------------------------------- | ----------------- | ------------------- |
| William „Billy” Costigan Jr. járőr | Leonardo DiCaprio | Hevér Gábor         |
| Colin Sullivan őrmester            | Matt Damon        | Stohl András        |
| Francis „Frank” Costello           | Jack Nicholson    | Reviczky Gábor      |
| Sean Dignam őrmester               | Mark Wahlberg     | Kálloy Molnár Péter |
| Oliver „Charlie” Queenan százados  | Martin Sheen      | Papp János          |
| Arnold „Francia” French            | Ray Winstone      | Faragó András       |
| Dr. Madolyn Madden                 | Vera Farmiga      | Peller Anna         |
| George Ellerby százados            | Alec Baldwin      | Haás Vander Péter   |
| Brown járőr                        | Anthony Anderson  | Elek Ferenc         |

## Témák
- Stanley Kauffman filmkritikus a dráma egyik legrégibb témájának írja le A tégla egy kiemelkedő motívumát, az identitás koncepcióját, s hogy az hogyan befolyásolja az egyén cselekedeteit, érzelmeit, önismeretét s akár álmait.
- Az apa-fiú kapcsolat szintén jelentős szerephez jut a film folyamán:

Costello Sullivan apjaként funkcionál; kódnévként Sullivan az "apát" használja, ha bármikor telefonon beszél vele.
Queenan apaszerepet tölt be Costigan felett a beépülési folyamat alatt, s még az életét is megmenti, sajátja árán.
Madolyn gyermekkori fotója szimbolizálja Billy és Colin hozzáállását az apasághoz. Sullivan képtelen azonosulni a teljes férfi-identitással, s ezért fél az anya-apa-gyermek intimitástól. Sullivan nem engedi Madolynnak, hogy a gyerekkori képét kihelyezze a falra. Costigan sebezhető és nyílt, s a képet a falra helyezi; ez egy termékeny kapcsolatra való vágyódását jelképezi.
Ellerby egy második apafigurává válik Sullivan számára. Ellerby és Sullivan egy szexuális tartalmú beszélgetést is folytat a film során; Sullivan rendkívüli bizalmat kap Ellerbytől, s a feladatot magát, hogy megtalálja a "patkányt" a rendőrségnél.
- A másik fókuszpont a patkányokra (beépülőkre), a megtévesztésre, a hazugsághálók alkotására vetődik. Mindezekkel egybefonódnak az emberi identitás ideái:

Az emberi identitással párosul a mindent beborító, ám mégis rendkívül összetett 'patkány'-téma, azaz a beépülés.
Egészen a legvégéig nehéz kitalálni, ki hazudik, vagy kinek megbízhatóak szavai, ám még ezután sem tiszta minden mozzanat (Costello Sullivant is feladta volna a Szövetségi Nyomozóiroda-nak? Delahunt valójában rendőr volt, vagy sem, ahogy Costello mondta?). A végső felvétel, ahol a kamera egy korláton mászó patkányt mutat, mögötte az aranykupolájú állami épülettel, az utolsó akkord ebben a témában. A nagyfejesek, úgymint az FBI, vagy Whitey Bulger (akinek személyén Costello karaktere részben alapszik) politikus fivére, magas trónokon ülnek, és játszadoznak a rendőrök és bűnözők életével.
Ezen gondolatot támasztja alá Costello kommentje Lennon egy idézetéről, mondván, alkothatott volna valami nagyot a semmiből. A rendőrök/bűnözők játéka a halállal és küzdelemmel pontosan az – egy játék, amit a mohóság és a gondatlanság szült a fejesek között.
- A film hordozza továbbá Scorsese stíluselemét a szexuális potenciál (és impotencia) és az erőszak kapcsolatáról.

Többször ismételt utalást láthatunk Costello és Sullival fizikai és orvosi értelemben vett képességeire. Madolyn szóvá teszi Sullivan szexuális diszfunkcióját első együtt töltött éjszakájuk után. Sullivan ismétlődően reagál indulatosan a felvetésekre, hogy meleg vagy impotens lenne.
Ezen vonulat számos korábbi Scorsese-filmben megfigyelhető, különösen a Dühöngő bikában.
- Az ír psziché előtérbe kerül a karakterek fejlődése során. James Joyce témái és Freud elméletei nyilvánvalóak a forgatókönyvben. Freudot többször említik is.

A nyitójelenetben Costello az írek az egyházból való kiválásáról beszél, miután Amerikába települtek, és ennek pozitív következményeiről. A fiatal Colin ezután meglepi őt, mikor megnevezi James Joyce ír szerzőt, akihez az elmélet kapcsolódik.
Mialatt Madolynnel vacsorázik, Sullivan Freud elméletére utal, miszerint az írek az egyetlen nép, akiken nem használ a pszichoanalízis.
Az ágyban Madolyn mellett Colin azt mondja neki, ha a kapcsolatuk nem működik, a nőnek ki kell lépnie. Mivel ír, Colin képtelen elszakadni személyes elkötelezettségétől, ami újabb gyakori elem Joyce munkáiban.

## A helyszín: Boston
A film nagy mértékben egyesíti Boston kultúráját és történelmét. Az első képek az 1970-es évekbeli zavargások híradófelvételei, amik közben Costello elmélkedik a város problémás faji történelméről. Számos alkalommal, Dignam úgy utal Costiganre, mint "csipkefüggönyös írre", ami egy boston fővárosi körzetében használatos becsmérlő kifejezés a felső-középosztályba tartozó ír-amerikaiakra, akik hátrahagyták munkásosztálybeli identitásukat. Azon tendencia ellenére, hogy a filmek egy általános telefonszámot használnak (ami 555-tel kezdődik), Boston 617-es körzetszáma tisztán látható több szereplő mobilján is. A Massachusetts-i Állami Épület is fontos szerepet kap a filmben, mint Colin Sullivan ambíciójának jelképe. Elhangzik az "I'm Shipping Up To Boston" című dal egy dél-bostoni ír banda, a Dropkick Murphys előadásában. A további referenciák között találjuk az állam olyan helyszíneit, mint a Route 128, az Északi part, Worcester régiója, illetve a jellegzetes helyi szlenget, ami a massachusettsi állami rendőrség beceneve.

## Fogadtatás

### Kritikai visszhang
Andrew Lau, a Szigorúan piszkos ügyek társrendezője, akivel az Apple Daily nevű hongkongi újság készített interjút 2006. október 9-én, azt mondta, „Természetesen, szerintem az a változat jobb, amit én készítettem, de a hollywoodi verzió is nagyon jó. Scorsese sokkal jobban hozzáhangolta az amerikai kultúrához.” Andy Lau, aki a Szigorúan piszkos ügyek egyik főszereplője os volt, arra a kérdésre, hogyan mérhető össze az új film az eredetivel, azt válaszolta, „A tégla túl hosszú, és úgy éreztem, mintha Hollywood összekombinálta volna a három Szigorúan piszkos ügyek-filmet”. Lau rámutatott, hogy a remake tartalmaz néhány neves idézetet az eredetiből, de jóval több benne a káromkodás. Végül 8/10-es értékelést adott rá: szerinte a hollywoodi remake megér egy estét, noha „az, hogy az eredeti változat két női karakterét egybegyúrták, nem olyan hatásos, mint a forrásanyagban” – árulta el Lau szóvivője, Alice Tam.
Az általános kritikai közmegegyezés a film bemutatóját követően túlnyomórészt pozitívnak bizonyult. A tégla jelenleg[mikor?] az egyik legmagasabb értékelést kapott széles körű terjesztés 2006-ban a Rotten Tomatoes oldalán 93%-ával, a harmadik legjobb a Metacriticen, s a nyolcadik a Yahoo! Minden Idők Legjobb Filmjei között a felhasználók ítélete alapján. November 10-i állás szerint A tégla a 67. legjobb film az IMDb 250-es listáján, egyben 2006 legjobbra, s mindemellett a 12. helyet foglalja el a "2000-res évek legjobbjai" évtizedre lebontott listán. Ugyanakkor az ázsiai-amerikai közönség felől, különösen azoktól, akik látták a Szigorúan piszkos ügyeket, általánosságban kedvezőtlen visszajelzéseket kapott a film.
Michael Patrick MacDonald, az "All Souls" és az "Easter Rising" életrajzok írója a Boston Globe-ba írt egy cikket, dicsőítve a filmet, amiért képes volt megalkotni azt a "fojtogató" kultúrát, amit a bostoni gengszterek, politikusok és a törvény erői alkottak meg a helyi-, állami- és szövetségi kormányzat minden szintjén – az erőszakos halál és csönd kultúráját, ami a fiatalok öngyilkosságainak éveihez és a heroin, illetve oxytocin általi fájdalomcsillapító-járványhoz vezetett. Az írás visszhangot váltott ki Bostonban, aminek következtében egy 688 szavas levél született a dél-bostoni állami szenátortól, illetve ingatlanügynököktől, akik Dél-Boston szomszédságának "divatos" "negatív" megjelenítése miatti aggodalmuknak adtak hangot.

### Bevételi adatok
Bemutatójának hétvégéjén A tégla első helyen nyitott az észak-amerikai toplistán 26,9 millió dollárral. Az elkövetkezendő hetekben remekül tartotta magát, így egy hónap múlva már túl volt a 100 millió dolláros bevételen, s egyúttal Martin Scorsese legtöbb pénzt hozó filmjévé is vált, maga mögött hagyva a 2004-es Aviátort. December elejére világviszonylatban átlépte a 200 millió dolláros bevételi határt, s az Oscar-átadón való diadalmaskodására ezt 278 millióra duzzasztotta. Végül 289 millión zárt.

### Fontosabb díjak és jelölések
Oscar-díj
- díj: legjobb film
- díj: legjobb rendező (Martin Scorsese)
- díj: legjobb adaptált forgatókönyv (William Monahan)
- díj: legjobb vágás (Thelma Schoonmaker)
- jelölés: legjobb férfi mellékszereplő (Mark Wahlberg)

Golden Globe-díj
- díj: Legjobb rendező (Martin Scorsese)
- jelölés: Legjobb dráma
- jelölés: Legjobb férfi főszereplő (Leonardo DiCaprio)
- jelölés: Legjobb férfi mellékszereplő (Jack Nicholson)
- jelölés: Legjobb férfi mellékszereplő (Mark Wahlberg)
- jelölés: Legjobb forgatókönyv (William Monahan)

BAFTA-díj
- jelölés: legjobb film
- jelölés: legjobb rendező (Martin Scorsese)
- jelölés: legjobb színész (Leonardo DiCaprio)
- jelölés: legjobb mellékszereplő színész (Jack Nicholson)
- jelölés: legjobb forgatókönyv (William Monahan)
- jelölés: legjobb vágás

National Board of Review, USA
- díj: legjobb rendező (Martin Scorsese)
- díj: legjobb színészgárda

Writers Guild of America, USA
- díj: legjobb adaptált forgatókönyv (William Monahan)

## Érdekességek
- Martin Sheen karaktere az IMDb-n "Oliver Queenan"-ként van feltüntetve, noha a film egyik jelenetében Costello (Jack Nicholson) "Charlie"-nak szólítja. Ez valószínűleg úgy fordulhatott elő, hogy Nicholsonnak megengedték az improvizációt a forgatás alatt.
- A film eleje felé Frank Costello utal John Milton Elveszett paradicsomának egyik részére, amiben a Sátán ellenszegül Istennek, kinyilatkoztatva a "non serviam"-ot (nem szolgállak). Az idézetet a filmben James Joyce-nak tulajdonítják, akinek egyik szereplőjének, Stephen Daedalusnak szájából valóban elhangzik ez a sor az A Portrait of the Artist as a Young Man című műben, amiben Miltonra referál a szerző.
- Akad más lehetséges utalás Joyce-ra a forgatókönyvben. Az Ulysses című regényben a főhős elmegy egy bizonyos Paddy Dignam temetésére. A téglában az eredeti hongkongi filmhez képest feltűnik egy új szerep, Dignamé. Ő az egyetlen jelentősebb karakter, aki nem halálozik el a film során.
- Jack Nicholson azért vállalta el Frank Costello szerepét, mert az elmúlt tíz évben többnyire vígjátékokban szerepelt, s ezúttal újra gonosztevőt akart játszani. Megemlítette, hogy Costello karakterét a "gonosz végső megtestesülésének" véli.
- A forgatás alatt Nicholson visszautasította a Boston Red Sox-sapka hordását, helyette a saját New York Yankees-sapkáját viselte.
- Leonardo DiCapriot választották ki a The Good Shepherd című film címszerepére, azonban otthagyta a produkciót. Véletlenszerűen, A téglabeli szereplőpartnere, Matt Damon játszotta el a visszadobott szerepet.
- Martin Scorsese korábbi állandó színésze, Robert De Niro szóba került Frank Costello és Queenan szerepére is. Azonban saját filmje, a The Good Shepherd rendezői elfoglaltságai miatt mindkét szerepet visszautasította.
- A liftjelenet alatt a kamera ráfókuszál az emeletjelző lámpákra, mikor az a 4. szintre vált. A 4. emelet nem látható a Szigorúan piszkos ügyekben, mivel a kínai szó túlzottan emlékeztet a halál megfelelőjére. A téglában, mikor a személyfelvonó elhagyja a kérdéses szintet, Colin feladja és azt kéri Costigantől, lője le.
- Billy Costigan nagynénje előszobájában beszél unokatestvérével a film elején. Ugyanez az előszoba látható a Good Will Hunting nyitójelenetében.
- Jim Broadbent angol színész feltűnik egy pillanatra egy fényképen, mint idősebb William Costigan, Leonardo DiCaprio karakterének apja.